# Jalen Milroe
Jalen Oluwaseun Isaiah Milroe (Houston, 13 dicembre 2002) è un giocatore di football americano statunitense che milita nel ruolo di quarterback per i Seattle Seahawks della National Football League (NFL).

## Carriera universitaria

### 2021
Nella sua prima stagione ad Alabama, Milroe fu la riserva del quarterback Bryce Young. Disputò 4 partite, completando 3 passaggi per 41 yard e un touchdown e corse 57 yard su 15 possessi.

### 2022
Milroe iniziò la stagione 2022 nuovamente come riserva di Young. Nella partita primaverile completò 11 passaggi per 149 yard e un touchdown. Nella prima gara della stagione complete 8 passaggi per 75 yard, un touchdown e un intercetto. Entrò brevemente contro Louisiana Monroe e Vanderbilt prima di prendere il posto dell’infortunato Young nel quarto turno contro Arkansas, in cui passò un touchdown e ne segnò uno su corsa nella vittoria per 49–26. La settimana successiva disputò la prima gara come titolare contro Texas A&M, passando tre touchdown ma perdendo anche tre palloni nella vittoria per 24–20.

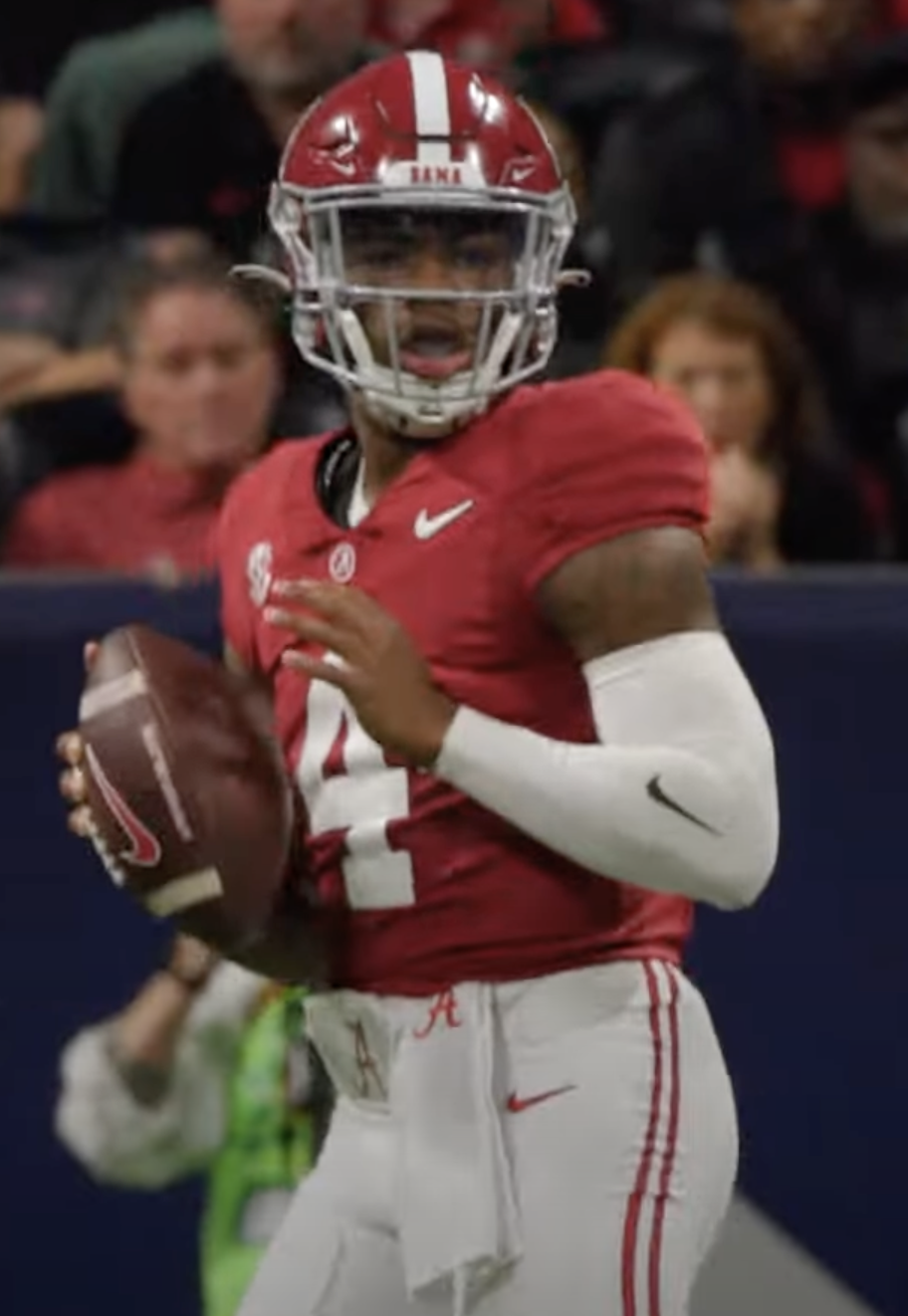
Milroe nella finale della SEC 2023

### 2023
Prima della stagione 2023, con l’addio di Young, Milroe competé con Ty Simpson e Tyler Buchner per il ruolo di quarterback titolare, riuscendo a prevalere. Nella settimana 1 contro Middle Tennessee passò tre touchdown e ne segnò due su corsa nella vittoria per 56–7. Nel turno seguente passò 255 yard, 2 touchdown e subì 2 intercetti nella sconfitta contro Texas numero 11 del ranking, la sua prima sconfitta come titolare. Per tale motivo fu sostituito come titolare da Tyler Buchner. Per la partita della settimana successive contro Ole Miss l’allenatore Nick Saban annunciò che Milroe sarebbe tornato titolare per il resto della stagione dopo una cattiva prova di Buchner contro USF. Contro LSU numero 14, Milroe corse l’allora primato personale di 155 yard e 4 touchdown, oltre a passare 219 yard nella vittoria per 42–28. La settimana seguente ebbe sei touchdown totali, tre passati e tre su corsa, nella vittoria per 49–21 su Kentucky. Contro Auburn nell’Iron Bowl passò il touchdown della vittoria su una situazione di quarto down e 31 per Isaiah Bond a 31 secondi dal termine. Chiuse la partita con 254 yard passate e 2 touchdown, oltre a correre 107 yard.
Milroe guidò Alabama a un record di 12–1 e al titolo della Southeastern Conference (SEC). Nella finale della SEC passò 192 yard e due touchdown, venendo premiato come miglior giocatore dell’incontro grazie alla vittoria per 27–24 su Georgia numero 1 del ranking. Chiuse la stagione con 23 passaggi da touchdown, 2.718 yard passate, 6 intercetti e 12 touchdown su corsa. Contro Michigan n. 1 del ranking nel Rose Bowl, Milroe passò 116 yard e ne corse 63 nella sconfitta per 27-20 ai tempi supplementari.

### 2024
Nel debutto stagionale contro Western Kentucky, Milroe ebbe cinque touchdown totali nella vittoria per 63–0. Contro Georgia numero 2 passò 374 yard e 2 touchdown, incluso quello del sorpasso da 75 yard per Ryan Williams, oltre a correre 117 yard nella vittoria per 41–34. Contro LSU numero 15 corse un record in carriera di 185 yard e 4 touchdown nella vittoria per 42–13. A fine stagione fu premiato con il William V. Campbell Trophy. Nel ReliaQuest Bowl completó 16 passaggi su 32 per 192 yard e un touchdown, con tre palloni persi, nella sconfitta contro Michigan. Chiuse la stagione con 2.844 yard passate, 726 yard corse, 16 touchdown passati, 20 su corsa e 11 intercetti.

## Carriera professionistica

### Seattle Seahawks
Milroe fu scelto nel corso del terzo giro (92º assoluto) del Draft NFL 2025 dai Seattle Seahawks.